# Photogalvanischer Effekt
Der photogalvanische Effekt (PGE) beschreibt einen rein optisch induzierten Strom in Halbleitern. Zur Stromerzeugung wird also nur eine optische Anregung benötigt, keine sonstigen externen Felder (z. B. elektrische Felder). Der Ausdruck PGE ist ein phänomenologischer Term und beschreibt nur das Auftreten eines Stromes unabhängig von dessen mikroskopischen Ursprungs. Man kann den PGE in verschiedene Unterkategorien einteilen: nach der Anregungspolarisation (lineare und zirkuläre), den beteiligten Prozessen (z. B. Oberflächeneffekte, Photodraggeffekt, Materialsymmetrie) und den Ladungsträger-Dichtematrix (Diagonal- und Nichtdiagonalelementen). Im Allgemeinen wird der PGE durch die elektrische Suszeptibilät der zweiten Ordnung beschrieben, somit hängt die erzeugte Stromrichtung u. a. von der Ausrichtung der Polarisation ab.
Der Begriff photogalvanisch darf dabei nicht dazu verleiten, an eine photogalvanische Zelle oder den Becquerel-Effekt zu denken, bei denen in einer galvanischen Versuchsanordnung Elektroden in einen Elektrolyten getaucht werden. Auch ist der PGE nicht mit dem inneren photoelektrischen Effekt zu verwechseln.

## Beschreibung
Phänomenologisch kann der PGE beschrieben werden durch:
{\displaystyle j_{\lambda }=\sum _{\mu ,\nu }\chi _{\lambda \mu \nu }E_{\mu }E_{\nu }^{*}}
dabei ist {\displaystyle E{\mu \nu }} das komplexe elektrische Feld der optischen Anregung. Die Anregungsenergien müssen Inter- oder Intrabandübergänge ermöglichen können.
Die komplexe Konjugation von {\displaystyle E_{\mu }} und {\displaystyle \chi _{\lambda \mu \nu }} stellt den Entwicklungskoeffizienten dar, der ein Tensor dritten Grades ist. {\displaystyle \chi _{\lambda \mu \nu }} ist symmetrieabhängig.

### Beispiele
Einige Beispiele für alle erlaubten Tensorelemente sind
-Galliumarsenid als Bsp. des Kristallsystems {\displaystyle {\bar {4}}3m}:
{\displaystyle \chi _{xyz}} und alle Permutationen von x, y, z. Alle Tensorelemente haben die gleiche Stärke.
{\displaystyle x}, {\displaystyle y}, {\displaystyle z} entsprechen den primitiven Kristallachsen [100],[010] und [001].
-Cadmiumselenid als Bsp. des Kristallsystems {\displaystyle 6mm}:
{\displaystyle \chi _{zzz},\chi _{zxx},\chi _{xzx}=\chi _{xxz},\chi _{xzx}=-\chi _{xxz}}
{\displaystyle z} liegt hier entlang der optischen Achse. {\displaystyle x} und {\displaystyle y} sind beliebig so zu wählen, dass {\displaystyle x,y,z} ein orthogonales Koordinatensystem bilden.

## Klassifizierungen

### Polarisation
Man unterscheidet zwischen der linearen und der zirkulär Polarisation (LPGE und CPGE) des optischen Feldes. Der LPGE ist erlaubt falls gilt
{\displaystyle \chi _{\lambda \mu \nu }=\chi _{\lambda \nu \mu }}
der CPGE falls gilt
{\displaystyle \chi _{\lambda \mu \nu }=-\chi _{\lambda \nu \mu }}.
Im Allgemeinen kann man sagen, dass der CPGE eine weit niedrigere Kristallsymmetrie benötigt, als der LPGE.

### Ladungsträger-Dichtematrix
Ladungsträgerbänder in Halbleitern können räumlich getrennt sein. Diese Trennung kann dazu führen, räumliche Asymmetrie vorausgesetzt, dass Ladungsträger bei einem Bandübergang eine räumliche Vorzugsrichtung haben und somit einen Strom erzeugen. Dieser Strom wird auch Verschiebe- oder Shiftstrom genannt.
Die optische Anregung und auch asymmetrische Streuprozesse kann eine Asymmetrie im Impulsraum hervorrufen. Dieser Strom wird auch ballistische Komponente der PGE oder Injektionsstrom genannt.
Bei Interbandanregung in Volumenmaterial ist der LPGE mit dem Verschiebestrom und der CPEM mit dem Injektionsstrom nahezu identisch. Bei Intraband- und Intersubbandanregungen (z. B. von leichten zu schweren Lochbändern) beinhaltet der LPGE auch noch ballistische Komponenten.